# Бурцевка
Бу́рцевка (рос. Бурцевка, башк. Бурцевка) — присілок у складі Дуванського району Башкортостану, Росія. Входить до складу Дуванської сільської ради.
Населення — 39 осіб (2010; 52 у 2002).
Національний склад:
- росіяни — 100 %